# Аница
Аница се женско словенско име, које се јавља у јавља у Словенији, Чешкој и Шпанији. Значење имена је „милост“ или по једном тумачењу „доброчинство“ и представља деминутив од имена . У Србији је ово име изведено од имена Ана.

## Популарност
У Словенији је ово име 2007. године било на 33. месту по популарности.